# Roquer (La Vall de Bianya)
El Mas el Roquer és una obra de la Vall de Bianya (Garrotxa) inclosa a l'Inventari del Patrimoni Arquitectònic de Catalunya. És un mas molt antic situat prop de la Riera de Bianya.

## Descripció
És de planta rectangular i teulat a dues aigües amb els vessants vers les façanes principals. Disposa de planta baixa, amb àmplia porta central dovellada i pis. Va ser bastida amb pedra petita, llevat de les cantoneres. Recentment ha estat molt restaurada i s'utilitza de segona residència, juntament amb la restauració s'ha ampliat pel costat de tramuntana, amb cossos rectangulars i murs arrebossats. Va disposar de molí propi situat a uns 60m del mas.

## Història
Era emfiteuta del priorat de Sant Joan les Fonts. Fra Bartomeu Abalma, prior de Sant Joan, l'estableix, el 7 de setembre de 1356, a en Guillem Codina, de la parròquia de Capsec "per haver quedat sense persones que el conreessin a causa de la mortalitat general de la pesta", amb un cens anyal d'un sou, un parell de gallines, un pernil, tres sous la diada de Nadal i tasques acostumades.